# Tiziano Scanu
Tiziano Scanu (Gergei, 21 novembre 1964) è un disegnatore italiano.

## Biografia
Dopo essersi trasferito a Torino, si diploma all'Accademia Albertina di Belle Arti ed esordisce come illustratore nei settori dell'editoria e della pubblicità.
Approda al fumetto sulla testata 2700 pubblicata dalla Piuma Blu e nel 1997 viene arruolato nello staff di disegnatori di Jonathan Steele (Sergio Bonelli Editore). Nel 1999 fonda con alcuni colleghi le Edizioni Orione, pubblicando Fantasy Warriors. Alla chiusura di Jonathan Steele sotto l'effigie bonelliana, prosegue il suo lavoro sul personaggio entrando nel team di disegnatori della nuova serie, pubblicata dalle Edizioni Star Comics.